# Nephthea concinna
Nephthea concinna is een zachte koraalsoort uit de familie Nephtheidae. De koraalsoort komt uit het geslacht Nephthea. Nephthea concinna werd in 1905 voor het eerst wetenschappelijk beschreven door Kükenthal. 